# Patric Hoyler
Patric Hoyler (teils auch Patrick Hoyler) (* 31. Dezember 1975) ist ein ehemaliger deutscher Basketballspieler.

## Werdegang
Hoyler wurde zur Saison 1998/99 von der Jugend in die Bundesliga-Mannschaft von Basket Bayreuth hochgezogen. Der 1,76 Meter große Aufbauspieler kam auf einen Bundesliga-Einsatz und stieg mit den Oberfranken 1999 aus der höchsten deutschen Spielklasse ab. Er spielte für die zweite Mannschaft des Nachfolgevereins BBC Bayreuth im Amateurbereich weiter.